# Johann Klima
Johann Klima detto Hans (Vienna, 11 febbraio 1900 – Vienna, 5 gennaio 1946) è stato un calciatore austriaco, di ruolo attaccante.
Viene talvolta indicato come Klima I per distinguerlo dal fratello Karl, a sua volta calciatore professionista.

## Carriera

### Admira
Hans Klima approdò all'Admira nel 1920, giocando come ala destra al fianco di Ignaz Sigl. Promosso in 1. Klasse, dopo alcune stagioni di lotta per evitare la retrocessione, nel 1922-1923 arrivò il primo piazzamento importante, un 3º posto. Debuttò anche in Nazionale, il 29 settembre 1923 contro l'Ungheria, lo stesso giorno esordì anche il compagno di squadra Johann Schierl.
Nel 1927 l'Admira vince il primo titolo nazionale, impresa ripetuta nella stagione successiva quando ottiene il double vincendo anche la coppa. Contestualmente si guadagna la piazza d'onore della classifica marcatori, con 19 gol, dietro al compagno di reparto Anton Schall. Nel 1928-1929 ottiene il 2º posto in I. Liga, così anche per le tre stagioni successive.
Nel 1932 è nuovamente campione d'Austria con l'Admira, e vince per la seconda volta la coppa nazionale.

### Nazionale
Dopo l'esordio contro l'Ungheria nel 1923, Klima non viene più convocato in Nazionale fino al 1926, quando gioca contro Cecoslovacchia, Svizzera e Svezia, segnando anche un gol in queste due ultime partite. Segna anche una rete all'Ungheria il 6 ottobre 1929, ininfluente nella sconfitta per 1-2. Sono queste le sue uniche tre reti in Nazionale.
Gioca la sua undicesima e ultima partita in Nazionale il 22 febbraio 1931, a Milano contro l'Italia, partita vinta per 2-1 dagli Azzurri.

## Palmarès
- Campionato austriaco: 4

1926-1927, 1927-1928, 1931-1932, 1933-1934
- Coppa d'Austria: 2

1927-1928, 1931-1932